# Tapio Luoma

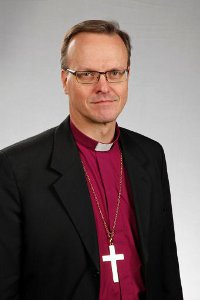
Tapio Luoma (2013)

Tapio Luoma (* 15. Juni 1962 in Kurikka, Südösterbotten) ist ein finnischer Theologe; er ist seit 2018 als Erzbischof von Turku Leitender Bischof der Evangelisch-Lutherischen Kirche Finnlands. 

## Biografie
Tapio Luoma promovierte an der Universität Helsinki mit einer Arbeit über Thomas F. Torrance. Er wurde 1987 ordiniert. In den folgenden 25 Jahren hatte er mehrere Pfarrstellen in Südösterbotten inne; 2002 bis 2012 war er Gemeindepfarrer in Seinäjoki. Von 2012 bis 2018 amtierte er als Bischof von Espoo.
Am 1. März 2018 wählte die Generalsynode Luoma zum Erzbischof. Er setzte sich im zweiten Wahlgang gegen Björn Vikström, den Bischof von Porvoo, durch und erhielt 56,1 % der Stimmen. Luoma trat sein Amt am 1. Juni 2018 an. Er war der Amtsnachfolger von Kari Mäkinen. 
Die Weihe zum Erzbischof fand am 3. Juni 2018 im Dom von Turku statt. Der dienstälteste finnische Bischof Samuel Salmi, der Bischof von Oulo, vollzog sie. Dabei assistierten der emeritierte schwedische Erzbischof Anders Wejryd, die norwegische Bischöfin Helga Haugland Byfuglien, der dänische Bischof Peter Skov-Jakobsen, die isländische Bischöfin Agnes M. Sigurðardóttir, der estnische Erzbischof Urmas Viilma und der irische Erzbischof Michael Jackson.

## Positionen
Kurz nach seiner Amtseinführung war Luoma damit konfrontiert, dass die Organisatoren des nach ihren Angaben größten christlichen Jugendfestivals in Nordeuropa, Maata Näkyvissä, die Frauenordination ablehnen und infolgedessen bei den Gottesdiensten während des Festivals keine Pfarrerinnen amtieren sollten. Luoma veranlasste, dass die das Festival begleitenden Gottesdienste in den Pfarrkirchen von Turku stattfänden, so dass es für die Veranstalter keine Möglichkeit gab, Pfarrerinnen auszuschließen.
Die finnische lutherische Kirche ist gespalten in der Frage, ob gleichgeschlechtliche Partnerschaften in einem Gottesdienst getraut werden können. Im Juni 2019 erklärte Luoma, dass die Nationalsynode ihre ablehnende Haltung vermutlich bald ändern werde. Diese (innerhalb der Bischofskonferenz) relativ liberale Position hatte er bereits als Bischof von Espoo vertreten. Im November 2020 wandte er sich gegen eine innerkirchliche Initiative, die Sanktionen für Pfarrer forderte, die gleichgeschlechtliche Paare getraut hatten.

## Orden und Ehrenzeichen
- Friedensbaum-Gedenkmedaille (Englische Sprache: Memorial Medal of Tree of Peace), (2022).[9]

## Veröffentlichungen (Auswahl)
- Incarnation and Physics: Natural Science in the Theology of Thomas F. Torrance. Oxford University Press, Oxford u. a. 2002.
- Thomas F. Torrance. In: James B. Stump, Alan G. Padgett (Hrsg.): The Blackwell Companion to Science and Christianity. Wiley-Blackwell, Malden 2012, S. 578–588.